# Chapelle Saint-Méen du Saint
La chapelle Saint-Méen est une chapelle catholique située dans la commune de Le Saint, dans le Morbihan (France). Elle est dédiée à saint Méen.

## Localisation
La chapelle est située au hameau de Saint-Méen, à environ 3 km à vol d'oiseau du centre-bourg du Saint.

## Historique
La chapelle est construite dans la deuxième moitié du XVIe siècle.
La chapelle de Saint-Méen et ses abords constitue un site naturel classé par arrêté du 27 janvier 1934.
Elle bénéficie d'une campagne de restauration entre 1975 et 1980.

## Architecture
La chapelle est constituée d'un unique vaisseau en pierres de taille de granite. Elle porte, en relief, les armoiries des familles de Liscoët et Le Moine,.